# Kanton Douai-Sud-Ouest
Kanton Douai-Sud-Ouest (francouzsky Canton de Douai-Sud-Ouest) je francouzský kanton v departementu Nord v regionu Nord-Pas-de-Calais. Tvoří ho šest obcí.

## Obce kantonu
- Courchelettes
- Cuincy
- Douai (jihozápadní část)
- Esquerchin
- Lambres-lez-Douai
- Lauwin-Planque